# Pau Cabanes de la Torre
Pau Cabanes de la Torre (nascut el 17 de febrer de 2005) és un futbolista valencià que juga com a davanter al Vila-real CF.

## Carrera de club
Nascut a Borriana, País Valencià, Cabanes es va incorporar als juvenils del Vila-real CF el 2019, procedent del CE Borriana de la seva ciutat. Després d'alternar entre els juvenils del Yellow Submarine i el CD Roda, va debutar amb el primer equip d'aquest últim el 12 de març de 2023, entrant com a substitut a la segona part en un empat 0-0 fora de Tercera Federació contra el FC Jove Español San Vicente.
Cabanes va marcar el seu primer gol de sènior el 24 de setembre de 2023, marcant el segon gol del Vila-real CF C en un gol de 5-1 contra el CD Acero. El 4 de febrer següent, va marcar un doblet en una victòria a casa per 4-3 davant l'Atzeneta UE.
Cabanes va fer el seu debut com a professional amb el filial el 20 de maig de 2024, substituint Jorge Pascual al final de l'empat 2-2 a casa contra l'l'Albacete Balompié a Segona Divisió. Va debutar amb el seu primer equip i la primera divisió el 30 de setembre, substituint Ilias Akhomach en una victòria a casa per 3-1 davant la UD Las Palmas.
El Cabanes va marcar el seu primer gol a la primera categoria el 22 de desembre de 2024, marcant el cinquè del seu equip en la victòria fora de casa per 5-2 contra el CD Leganés. El 31 de gener següent, va renovar el seu contracte fins al 2028, sent cedit fins al juny al Deportivo Alavés.

## Carrera internacional
El 13 de febrer de 2024, Cabanes va ser convocat a la selecció espanyola sub-19.